# 中共湘鄂西中央分局
中共湘鄂西中央分局是1930年代初期负责湘鄂西革命根据地的党的领导机构。 
1931年1月的中共六届四中全会后，中共中央派遣夏曦赴湘鄂西革命根据地。1931年3月，在监利桥市镇安桥村成立中共湘鄂西中央分局，夏曦任书记，贺龙、关向应、徐锡根、段德昌、宋盘铭等任分局委员。1932年11月，湘鄂西中央分局随红军远征川鄂边。1934年10月，湘鄂川黔革命根据地创建，湘鄂西中央分局结束。
管辖：
- 湘鄂西省委
- 湘鄂赣省委
- 鄂豫边省委